# Diaphorapteryx hawkinsi
Il rallo di Hawkins (Diaphorapteryx hawkinsi (H. O. Forbes, 1892)), unica specie del genere Diaphorapteryx H. O. Forbes, 1892, era un uccello della famiglia dei Rallidi, endemico delle isole Chatham (Nuova Zelanda), estintosi verso la fine del XIX secolo.